# Barbara Yi Chŏng-hŭi
Barbara Yi Chŏng-hŭi (ko. 이정희 바르바라) (ur. 1799 w Pongcheon w Korei, zm. 3 września 1839 w Seulu) – koreańska męczennica, święta Kościoła katolickiego.
Barbara Yi Chŏng-hŭi już w młodości odznaczała się głęboką wiarą. Jej ojciec chciał wydać ją za mąż za człowieka, który nie był chrześcijaninem. Żeby tego uniknąć udawała chorobę i 3 lata spędziła tylko siedząc lub leżąc na podłodze. Zniecierpliwiony niedoszły mąż poślubił inną kobietę. Natomiast Barbara Yi Chŏng-hŭi wyszła za katolika. Jej mąż zmarł po 2 latach i Barbara Yi Chŏng-hŭi wróciła do domu rodziców. Następnie przeniosła się do Seulu, gdzie zamieszkała w domu ciotki Teresy Yi Mae-im. W późniejszym czasie dołączyła do nich jej siostra Magdalena Yi Yŏng-hŭi. W czasie prześladowań chrześcijan w 1839 r. aresztowano ją i poddano okrutnym torturom. Została ścięta 3 września 1839 r. w Seulu w miejscu straceń za Małą Zachodnią Bramą razem z 5 innymi katolikami (Marią Pak K’ŭn-agi, Barbarą Kwŏn Hŭi, Janem Pak Hu-jae, Marią Yi Yŏn-hŭi i Agnieszką Kim Hyo-ju). Z jej rodziny pochodziło również kilku innych męczenników: jej matka Magdalena Hŏ Kye-im, siostra Magdalena Yi Yŏng-hŭi, ciotka Teresa Yi Mae-im i siostrzenica (lub bratanica) Barbara Yi.
Dniem jej wspomnienia jest 20 września (w grupie 103 męczenników koreańskich).
Beatyfikowana 5 lipca 1925 r. przez Piusa XI, kanonizowana 6 maja 1984 r. przez Jana Pawła II w grupie 103 męczenników koreańskich.